# Kavala

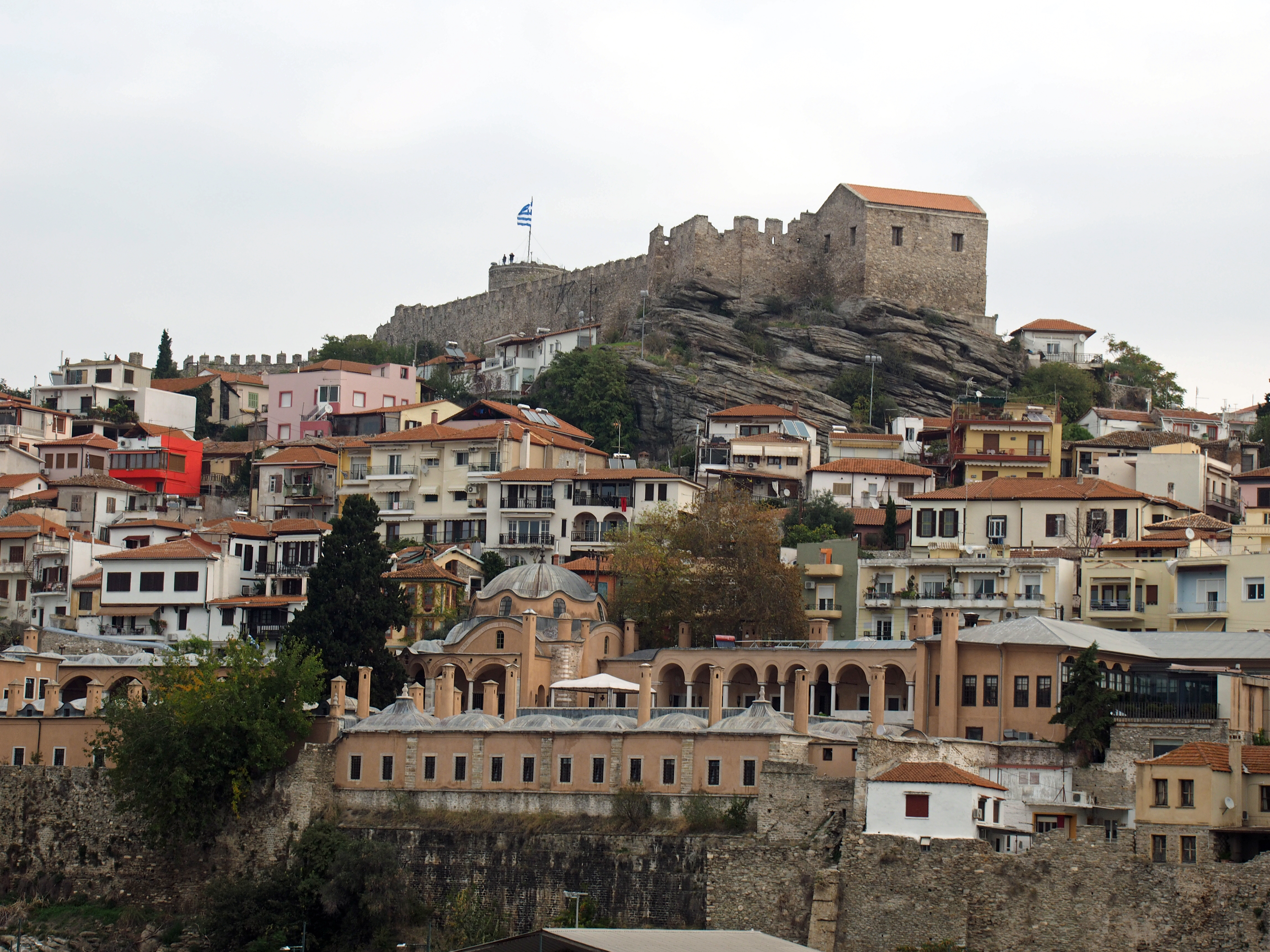
Altstadt: vorne das Imaret-Hotel, oben die byzantinische Festung

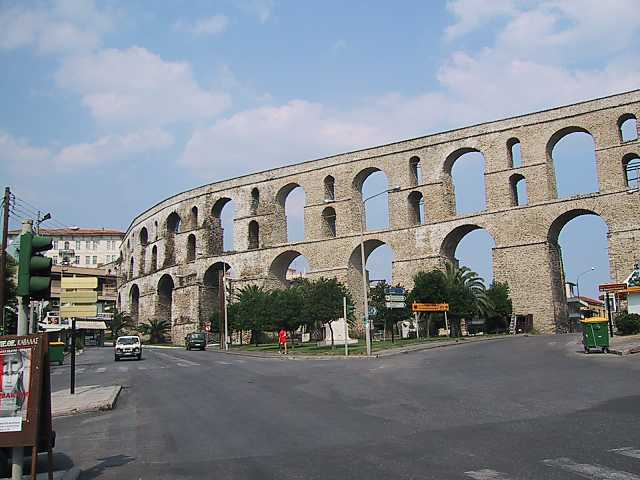
Zweistöckiger Aquädukt aus römischer Zeit in Kavala

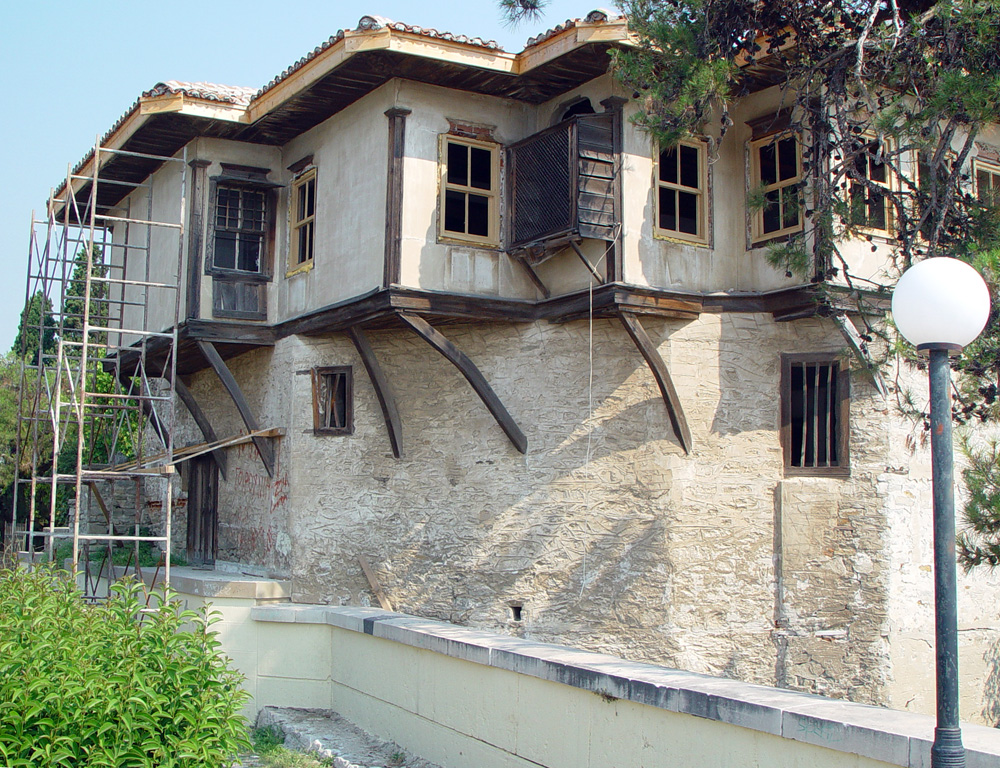
Geburtshaus von Mehmet Ali Pascha

Kavala (griechisch Καβάλα (f. sg.)) ist eine Handels- und Hafenstadt sowie Gemeinde (Δήμος Καβάλας Dímos Kaválas) in Nordgriechenland in der Verwaltungsregion Ostmakedonien und Thrakien unmittelbar am Golf von Thasos (Golf von Kavala) des Thrakischen Meers. Die nach Drama zweitgrößte Gemeinde der Region hat etwa 70.500 Einwohner. Sie besitzt den Haupthafen Ostmakedoniens und verfügt über einen etwa 30 km östlich der Stadt gelegenen Verkehrsflughafen, der hauptsächlich für Inlandsflüge und den touristischen Charter-Verkehr genutzt wird.

## Geschichte
Gegründet wurde Kavala im 7. Jahrhundert v. Chr. von griechischen Bewohnern der benachbarten Insel Thasos als Neapolis. Dieser Siedlung und ihrem Umland fiel innerhalb der thasischen Peraia eine besondere Rolle zu. Nach Westen war es im Küstenbereich begrenzt durch die befestigte thasische Ansiedlung von Antisara, dem heutigen Stadtteil Kalamitsa/Kavala und im Osten durch die ummauerte thasische Niederlassung von Nea Karvali. Neapolis war die einzige thasische Ansiedlung auf dem Festland, welche sich die Unabhängigkeit von der Kolonialmacht Thasos im Jahre 411 v. Chr. erstritt. Zu Wohlstand kam Neapolis durch Silber- und Goldgewinnung im Lekanis-Gebirge. Damit verbunden war die frühe Einführung einer eigenen Währung, was seine politische und wirtschaftliche Unabhängigkeit von der Metropole Thasos beförderte. 168 v. Chr. wurde Neapolis zur Stadt (civitas) erhoben. In der byzantinischen Epoche wurde sie in Christopolis (Christusstadt) umbenannt. Die Venezianer befestigten während ihrer kurzen Besetzung die Halbinsel Panaghia mit einer Burg. Der heutige Name Kavala stammt von der Bedeutung als wichtige Poststation, an der die Pferde (italienisch „cavallo“) auf der Via Egnatia gewechselt wurden.
Im Jahr 49 ging Paulus von Tarsus im heutigen Kavala an Land und gründete in Philippi die erste christliche Gemeinde auf europäischem Boden. Noch um 1900 war Kavala eine eher unbedeutende Siedlung mit ca. 6000 Einwohnern. Kavala war Teil des Osmanischen Reiches von 1371 bis 1912.
Muhammad Ali Pascha, der Begründer jener Dynastie, die bis 1953 Ägypten regierte (→ Dynastie des Muhammad Ali), wurde hier um 1770 geboren. Er stiftete 1817 den Bau des Imaret, ein Ensemble aus Moschee, Koranschule und Armenspeisehaus gelegen an der Stadtmauer der Halbinsel Panaghia mit Blick auf den darunter liegenden Hafen. Das historische orientalische Gebäude mit seinen Kuppeldächern, Kaminen, Gewölben, Zisternen und Innenhöfen wurde 2004 originalgetreu renoviert und stellt heute eine architektonische Sehenswürdigkeit dar, die ein Hotel beherbergt.
Der aus der römischen Zeit stammende Aquädukt, ein zweigeschossiges Bogenwerk, restaurierte Süleyman I. der Prächtige, welches die Silhouette der Stadt ebenso wie die Burg heute prägt. Nach dem Griechisch-Türkischen Krieg 1922 siedelten griechische Aussiedler aus Kleinasien in Kavala und gründeten Dörfer in der Umgebung, wo sie auch mit dem Tabakanbau begannen. Durch die Verarbeitung und Verschiffung des Tabaks erlangte Kavala eine gewisse Bedeutung.
Zwischen 1941 und 1944 befand sich in Kavala das Hauptquartier der bulgarischen Ägäisflotte.

## Gliederung
Seit der Verwaltungsreform 2010, bei der die Nachbargemeinde Filippi eingemeindet wurde, gliedert sich die Gemeinde Kavala in 2 Gemeindebezirke und diese in insgesamt 12 Ortschaften, wobei solche über 2.000 Einwohner als städtische Gemeinschaft (dimotiki kinotita), kleinere als lokale Gemeinschaft (topiki kinotita) bezeichnet werden. Die Einwohnerzahlen stammen aus dem Ergebnis der Volkszählung 2011.
- Gemeindebezirk Kavala – Δημοτική Ενότητα Καβάλας – 58.790 Einwohner
  - Stadtbezirk Kavala – Δημοτική Κοινότητα Καβάλας – 56.371 Einwohner
    - Kavala Καβάλα – 54.027 Einwohner
    - Agios Syllas – Άγιος Σύλλας – 101 Einwohner
    - Aspri Ammos – Άσπρη Άμμος – 48 Einwohner
    - Palio Tsifliki – Παλιό Τσιφλίκι – 2.195 Einwohner
    - Sanatorio – Σανατόριο – unbewohnt

  - Stadtbezirk Nea Karvali – Δημοτική Κοινότητα Νέας Καρβάλης – 2.225 Einwohner
    - Nea Karvali – Νέα Καρβάλη – 2.160 Einwohner
    - Ano Lefki – Άνω Λεύκη – 17 Einwohner
    - Lefki – Λεύκη – 48 Einwohner

  - Ortsgemeinschaft Chalkero – Τοπική Κοινότητα Χαλκερού – 194 Einwohner
- Gemeindebezirk Filippi – Δημοτική Ενότητα Φιλίππων – 11.711 Einwohner
  - Stadtbezirk Krinides – Δημοτική Κοινότητα Κρηνίδων – 3.365 Einwohner
  - Stadtbezirk Zygos – Δημοτική Κοινότητα Ζυγού –  2.057 Einwohner
    - Zygos – Ζυγός – 2.057 Einwohner
    - Neo Zygos – Νέο Ζυγός – 572 Einwohner

  - Ortsgemeinschaft Amygdaleon – Τοπική Κοινότητα Αμυγδαλεώνος – 2.724 Einwohner
  - Ortsgemeinschaft Filippi – Τοπική Κοινότητα Φιλίππων – 894 Einwohner
  - Ortsgemeinschaft Koryfes – Τοπική Κοινότητα Κορυφών – 38 Einwohner
  - Ortsgemeinschaft Kryoneri – Τοπική Κοινότητα Κρυονερίου – 690 Einwohner
  - Ortsgemeinschaft Limnia – Τοπική Κοινότητα Λιμνιών – 182 Einwohner
    - Limnia – Λημνιά (Λιμνιά) – 35 Einwohner
    - Vounochori – Βουνοχώρι – 106 Einwohner
    - Lykostomo – Λυκόστομο – 41 Einwohner

  - Ortsgemeinschaft Lydia – Τοπική Κοινότητα Λυδίας – 808 Einwohner
  - Ortsgemeinschaft Palea Kavala – Τοπική Κοινότητα Παλαιάς Καβάλας – 108 Einwohner
  - Ortsgemeinschaft Polynero – Τοπική Κοινότητα Πολυνέρου – 25 Einwohner
    - Polynero – Πολύνερο – 18 Einwohner
    - Kranochori – Κρανοχώρι – 7 Einwohner

  - Ortsgemeinschaft Polystylo – Τοπική Κοινότητα Πολυστύλου – 820 Einwohner
    - Polystylo – Πολύστυλο – 420 Einwohner
    - Dato – Δάτο – 310 Einwohner
    - Mikrochori (Ano Dato) – Μικροχώρι (Άνω Δάτο) – 90 Einwohner

Die Kernstadt Kavala gliedert sich in folgende Stadtviertel:
- Zentrum (Κέντρο)
- Agia Varvara (Αγία Βαρβάρα)
- Agios Athanasios (Άγιος Αθανάσιος)
- Agios Ioannis (Άγιος Ιωάννης)
- Agios Loukas (Άγιος Λουκάς)
- Chilia (Χιλια)
- Dexameni (Δεξαμενή)
- Kalamitsa (Καλαμίτσα)
- Neapoli (Νεάπολη)
- Panagia (Παναγία)
- Perigiali (Περιγιάλι)
- Profitis Ilias (Προφήτης Ηλίας)
- Timios Stavros (Τίμιος Σταυρός)
- Vyrona (Βύρωνας)
- Kipoupoli (Κηπούπολη)

## Bevölkerungsentwicklung
| Jahr | Einwohner | Veränderung    | Städtische Einwohner | Veränderung  |
| ---- | --------- | -------------- | -------------------- | ------------ |
| 1981 | 56.705    |                |                      |              |
| 1991 | 56.571    | −136 / −0,24 % | 60.187               |              |
| 2001 |           |                | 63.774               | 3,587/5,96 % |

## Partnerstädte
- Gabrowo, Bulgarien, seit 1975
- Gradiška, Bosnien und Herzegowina, seit 1994
- Nürnberg, Deutschland, seit 1999

Freundschaftsverträge bestehen mit
- Agadir, Marokko, seit 2001
- Martuni, Armenien, seit 2001
- Tekirdağ, Türkei, seit 2003
- Goze Deltschew, Bulgarien, seit 2003
- Vranje, Serbien, seit 2009

## Söhne und Töchter der Stadt
- Muhammad Ali Pascha (1770–1849), ägyptischer Vizekönig
- Marika Zagorisiou (1921–2013), Architektin, Bauforscherin und Autorin
- Vasilis Vasilikos (1933–2023), Schriftsteller
- Giorgos Krommidas (1936–2021), griechisch-deutscher Schriftsteller
- Sakis Papadimitriou (* 1940), Musiker und Publizist
- Ivan Anguélov (* 1942), Dirigent
- Evripidis Garantoudis (* 1964), Neogräzist
- Theodoros Zagorakis (* 1971), Fußballspieler
- Georgios Georgiadis (* 1972), Fußballspieler
- Zisis Vryzas (* 1973), Fußballspieler
- Johnny Challah (* 1979), Komiker
- Charilaos Pappas (* 1983), Fußballspieler
- Konstantinos Mitroglou (* 1988), Fußballspieler
- Athina Dimitriadis (* 2000), deutsch-griechische Volleyballspielerin

## Touristische Sehenswürdigkeiten

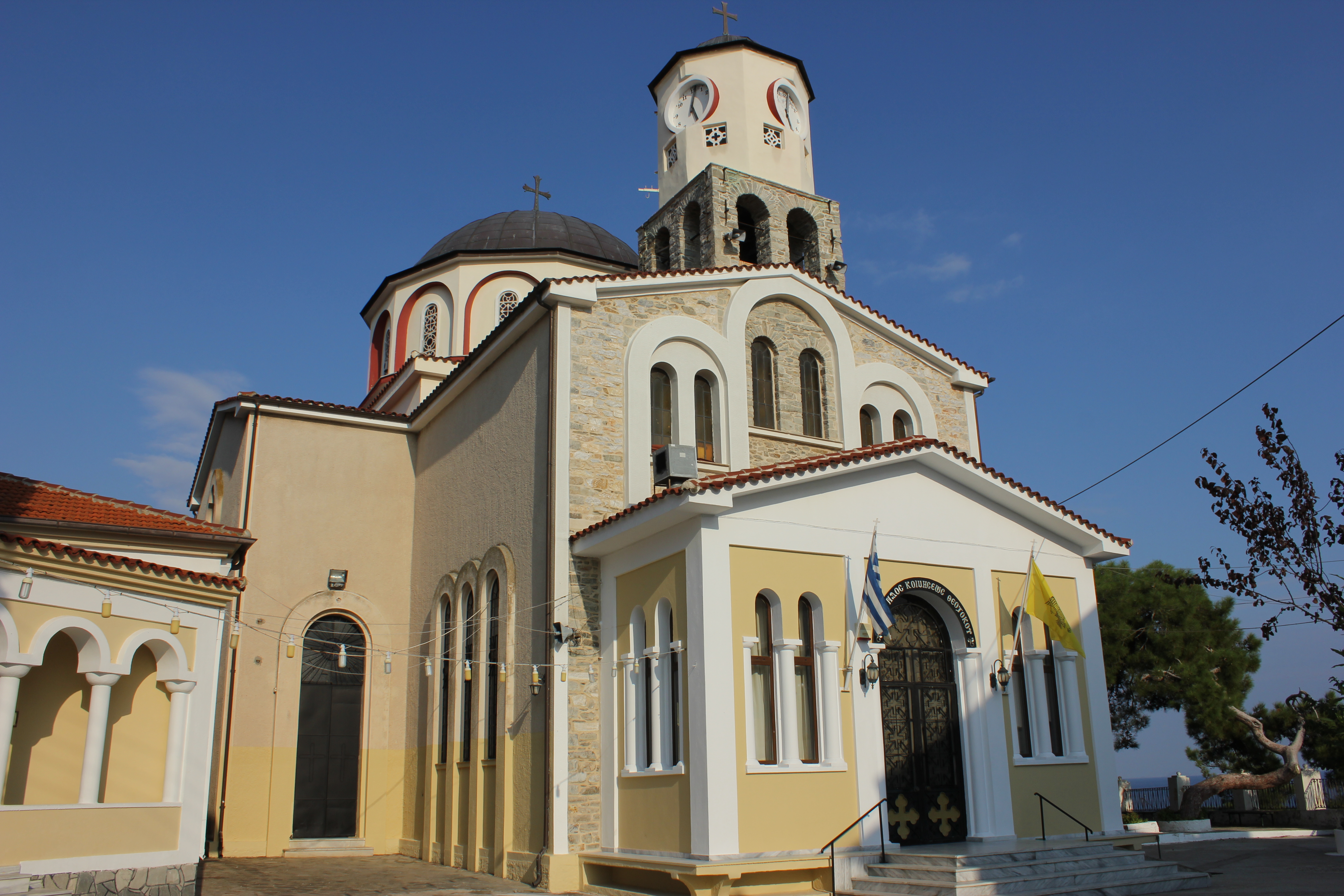
Marienkirche

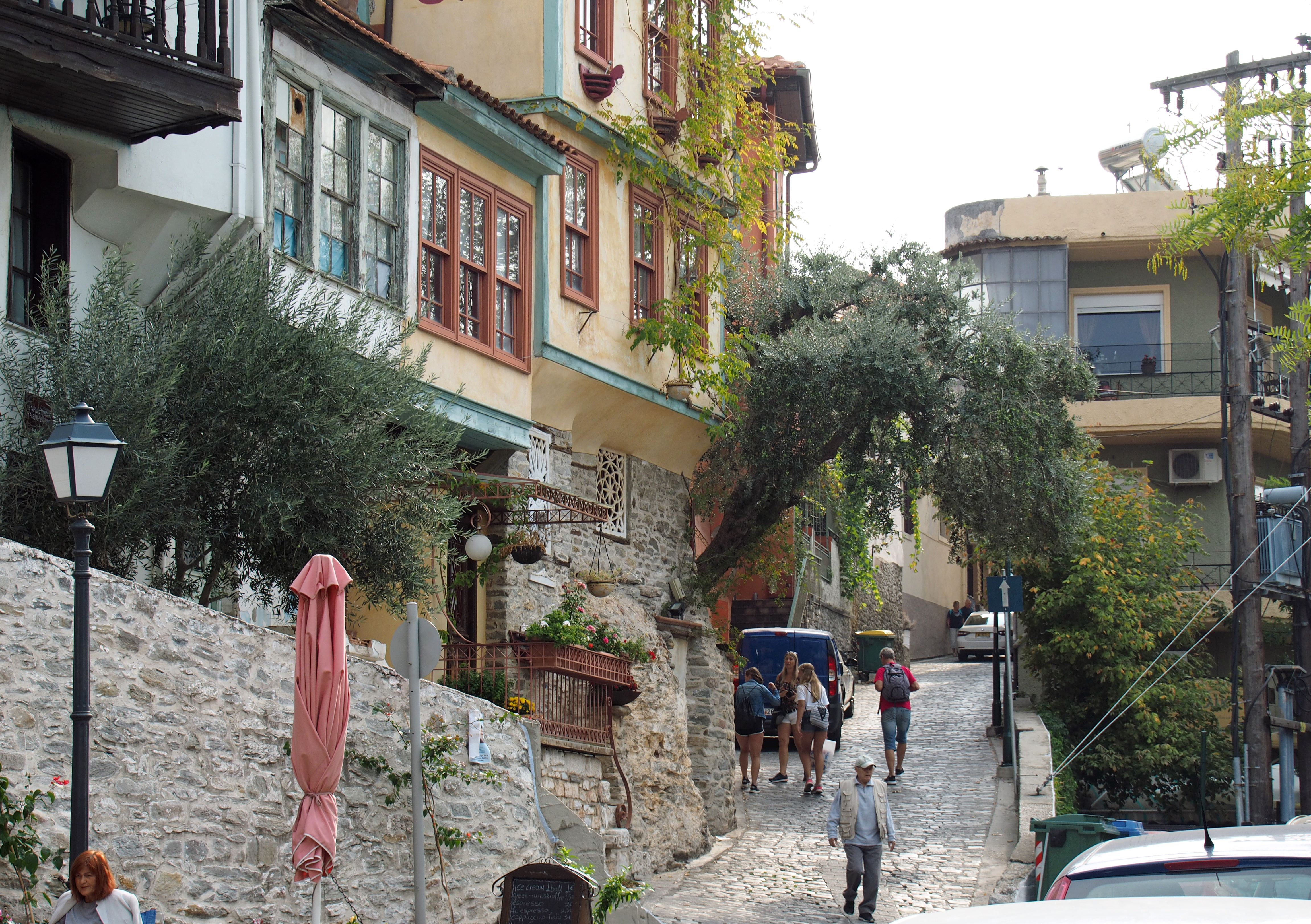
In Panagia dem alten Türkenviertel

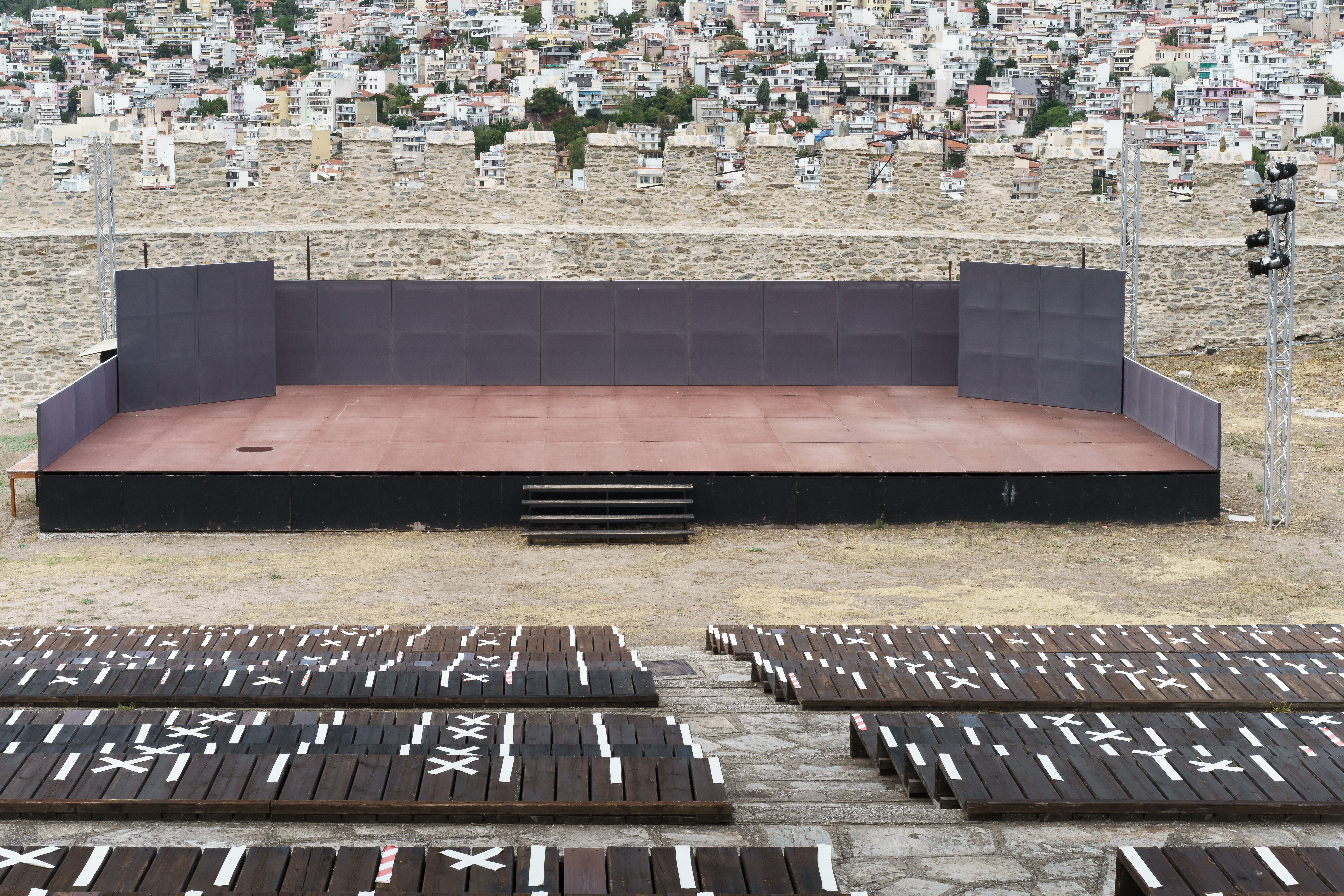
Maßnahmen zur räumlichen Distanzierung während der COVID-19-Pandemie auf dem Kastro

- Heilige-Nikolaus-Kirche mit Paulusdenkmal
- Hafen mit Fährverbindungen nach Thasos und Limnos
- zweistöckiger römischer Aquädukt (die Kamares), rekonstruiert durch Süleyman I. den Prächtigen im 16. Jahrhundert
- Kastell (Zitadelle) aus byzantinischer Zeit (ca. 16. Jahrhundert) an Stelle der antiken Akropolis
- Imaret ehemaliges Alten- und Studentenheim, Bad (Hamam), Moschee und Armenspeisung mit Kuppeln und mehreren Innenhöfen, zu einem Luxus-Hotel umgebaut
- Geburtshaus des Paschas Mehmet Ali, Gründer der letzten ägyptischen Königsdynastie
- Marienkirche aus dem 15. Jahrhundert
- Panagia das alte Türkenviertel mit steilen Gassen
- Nestos
- Via Egnatia – eine der besterhaltenen Stücke der Römerstraße in Griechenland

## Verkehr
Kavala ist ein Verkehrsknotenpunkt im Straßen-, See- und Luftverkehr.

### Straßenverkehr
Die Nationalstraße 2 durchquert die Stadt von Westen (Thessaloniki) nach Osten (Xanthi, Komotini, Alexandroupoli). Die Nationalstraße 12 führt nordwestlich nach Drama und Serres. Die Europastraße 90, welche früher deckungsgleich mit der Nationalstraße 2 verlief, verläuft jetzt mit der Autobahn 2 (Egnatia Odos) um Kavala herum. Im Landkreis Kavala fällt bislang nur eine Mautstelle an.(Moustheni auf der Streckenverlauf der Egnatia Odos Autobahn, die Mautgebühr für PKW beträgt 2,40 EUR)

### Luftverkehr
Südöstlich der Stadt (etwa 25 km vom Stadtzentrum und 15 km vom Hafen- und Badeort Keramoti) liegt in der Nestos Ebene bei Chrysoupolis der internationale Flughafen Alexander der Große (auf Griechisch Megas Alexandros).

#### Flugplatz
Der Flugplatz Kavala-Amygdaleónas „Lydia“ ( ICAO: LGKM), der acht Kilometer nordöstlich der Stadt bei Amygdaleónas liegt, wurde 1938 eröffnet und war von 1952 bis 1981 der kommerzielle Flughafen von Kavala (Nationaler Flughafen Kavala). Die asphaltierte Start- und Landebahn mit einer Ausrichtung von 13/31 ist 1.330 m lang und 28 m breit. Der Flugplatz liegt auf einer Höhe von 61 m über dem Meeresspiegel.

### Schiffsverkehr
Der malerische Hafen von Kavala dient unter anderem dem Fährverkehr zu den Inseln Thasos und Limnos, beherbergt traditionell einen kleinen Fischerhafen und inzwischen auch eine größere Anzahl von Segelbooten und Yachten. Er ist nach Apostel Paulus benannt.
Der neue Handelshafen wurde schrittweise ortsauswärts östlich ausgegliedert und nach Philipp II. von Makedonien benannt. Er ist über den Autobahnknoten (Nr. 32) der Egnatia Odos Autobahn erreichbar (Kreuz Kavala-West, Nea Karvali, Phillip B).
Kavala besitzt keinen Eisenbahnanschluss. Wie in vielen Regionen Griechenlands gewährleisten Überlandbusse (KTEL Kavalas) den öffentlichen Fernverkehr.

## Wirtschaft
Kavalas Wirtschaft war lange Zeit vom Fischfang bestimmt. Das Griechische Fischereiforschungsinstitut hat heute seinen Sitz in der Stadt. Im Verlauf der Industrialisierung wurde die Stadt ein Zentrum der Tabakindustrie, wovon das 1910 errichtete städtische Tabaklagerhaus und ein Tabakmuseum noch heute zeugen. Die vor der Küste in den 1970er Jahren gefundenen reichen Erdöl und Erdgasfelder werden seitdem ausgebeutet.

## Klimatabelle
|                        | Jan  | Feb  | Mär  | Apr  | Mai  | Jun  | Jul  | Aug  | Sep  | Okt  | Nov  | Dez  |   |       |
| Mittl. Temperatur (°C) | 6,8  | 7,2  | 9,3  | 13,4 | 17,7 | 23,0 | 26,5 | 26,3 | 22,4 | 17,2 | 11,4 | 8,0  | ⌀ | 15,8  |
| Mittl. Tagesmax. (°C)  | 9,9  | 10,5 | 12,8 | 16,8 | 21,1 | 26,8 | 29,7 | 29,5 | 25,9 | 20,9 | 14,6 | 11,0 | ⌀ | 19,2  |
| Mittl. Tagesmin. (°C)  | 3,0  | 3,5  | 5,4  | 8,7  | 12,6 | 17,0 | 20,3 | 20,4 | 16,4 | 11,4 | 6,7  | 4,2  | ⌀ | 10,8  |
|                        |      |      |      |      |      |      |      |      |      |      |      |      |   |       |
| Niederschlag (mm)      | 17,9 | 28,6 | 37,9 | 57,1 | 32,8 | 27,0 | 28,0 | 17,5 | 10,4 | 25,9 | 67,4 | 52,7 | Σ | 403,2 |
|                        |      |      |      |      |      |      |      |      |      |      |      |      |   |       |
| Regentage (d)          | 5,9  | 7,0  | 8,5  | 10,5 | 9,3  | 8,5  | 5,5  | 4,8  | 4,3  | 7,3  | 10,2 | 9,3  | Σ | 91,1  |

| 3,0 |

| 3,5 |

| 5,4 |

| 8,7 |

| 12,6 |

| 17,0 |

| 20,3 |

| 20,4 |

| 16,4 |

| 11,4 |

| 6,7 |

| 4,2 |

| 3,0 |

| 3,5 |

| 5,4 |

| 8,7 |

| 12,6 |

| 17,0 |

| 20,3 |

| 20,4 |

| 16,4 |

| 11,4 |

| 6,7 |

| 4,2 |

| N i e d e r s c h l a g | 17,9 | 28,6 | 37,9 | 57,1 | 32,8 | 27,0 | 28,0 | 17,5 | 10,4 | 25,9 | 67,4 | 52,7 |
|                         | Jan  | Feb  | Mär  | Apr  | Mai  | Jun  | Jul  | Aug  | Sep  | Okt  | Nov  | Dez  |